# Никифораки, Антон Николаевич
Антон Николаевич Никифораки (27 июля [8 августа] 1832 год — 8 июля [20 июля] 1890 год) — русский генерал-майор, начальник штаба Отдельного корпуса жандармов (1872—1882) и управляющий III отделением (1880).

## Биография
Родился в 1832 году в Санкт-Петербурге в дворянской семье.
В 1852 году после окончания Школы гвардейских подпрапорщиков и кавалерийских юнкеров по I разряду был произведён в прапорщики гвардии и выпущен в Семёновский лейб-гвардии полк.
В 1863 году после окончания Николаевской военной академии оставлен по Генеральному штабу. Будучи слушателем Николаевской военной академии подписал протест против телесных наказаний в армии, вероятный участник деятельности петербургских офицерских кружков.
С 1867 года полковник, адъютант шефа жандармов графа П. А. Шувалова, участвовал в слежке за С. Г. Нечаевым во время его второй эмиграции
С 1871 года и.д. начальника штаба, в 1872 году произведён в генерал-майоры с назначением начальником штаба Корпуса жандармов (с 1875 года — Отдельного  корпуса жандармов) и с 14 июня по 24 августа 1880 года — управляющий III отделением Собственной Его Императорского Величества канцелярии. С 1882 года в отставке.
Умер в 1890 году в Санкт-Петербурге.

## Награды
Был награждён всеми наградами Российской империи вплоть до ордена Святого Владимира 2-й степени пожалованного ему в 1878 году.